# Наср ІІІ
Наср ІІІ (ум. в 1173 г.) — правитель Западно-Караханидского ханства (1170—1171) из династии Караханидов.
Информации о нем очень мало. Известно, что был племянником кагана Масуд-хана ІІ1163 получил титул тегина. После смерти Масуд-хана II 1170 захватил власть.
Вскоре против него выступил двоюродный брат Мухаммад ІІ, который в конце концов сверг Насра III, захватив трон. Вёл борьбу за возвращение власти к самой смерти в 1173 году.